# Xararat
Xararat és una tribu àrab de criadors de camells al Hauran, Gaza i el nord de l'Aràbia Saudita. Va comprar la protecció de diverses tribus (els Rawla i els Banu Skahr) i va agafar un khuwwa amb els Jawf (i abans d'aquests amb els Huwaytat i els Bani Atiyya). Al pas del segle xix al xx estaven sota dependència dels Al Rashid de l'emirat d'Hail. Des de 1921 van quedar sota domini saudita wahhabita; els mercats de camells van desaparèixer durant la Segona Guerra Mundial i els xararat van entrar a la Guàrdia Nacional, l'exèrcit saudita, o la policia. Els seus camells encara serveixen per la seva carn i la llet.